# Hirsau
Hirsau a fost o comună de sine stătătoare, azi aparține de orașul Calw, Baden-Württemberg, Germania. Un rol important în trecutul istoric al regiunii l-a jucat Mănăstirea Hirsau.